# Саркисян, Газар Акопович
Саркисян (Саргсян), Газар (Лазарь) Акопович (18 марта 1874 года, Шуша — 29 ноября 1960 года, Ереван) — армянский советский архитектор, автор проектов более 100 построек в Тифлисе и Ленинакане.

## Биография
В Шуше окончил реальное училище. Переехав в Санкт-Петербург, в 1900 году окончил архитектурное отделение Института гражданских инженеров Императора Николая I, получив специальность архитектор-строитель. В том же году уехал в Тифлис.
В 1902 году принял участие в конкурсе на лучший проект Народного дома Зубалова, где его эскиз был удостоен второй премии. В 1922—1924 годах преподавал на архитектурном факультете Тифлисской академии художеств. С 1902 по 1921 год являлся членом Кавказского общества поощрения изящных искусств.
Газарос Саркисян являлся одним из первооткрывателей стиля модерн в Тифлисе. По заказу нефтепромышленника и мецената Александра Маташева, он спроектировал ряд зданий:

Торговые ряды Манташева — 1903,

Торговая школа Тифлисского купеческого общества им. А. И. Манташева — 1911 (ул. Ладо Асатиани, 50),

Жилой дом Манташева (ул. Галактиона Табидзе, 3/5) — самое большое дореволюционное здание Тифлиса,

Доходный дом Манташева (проспект Давида Агмашенебели, 27).
Большую известность среди работ Саркисяна получили Дом промышленника Ананова (ул. Грибоедова, 13) и Дом купца Калантарова (улица Мачабели, 17).

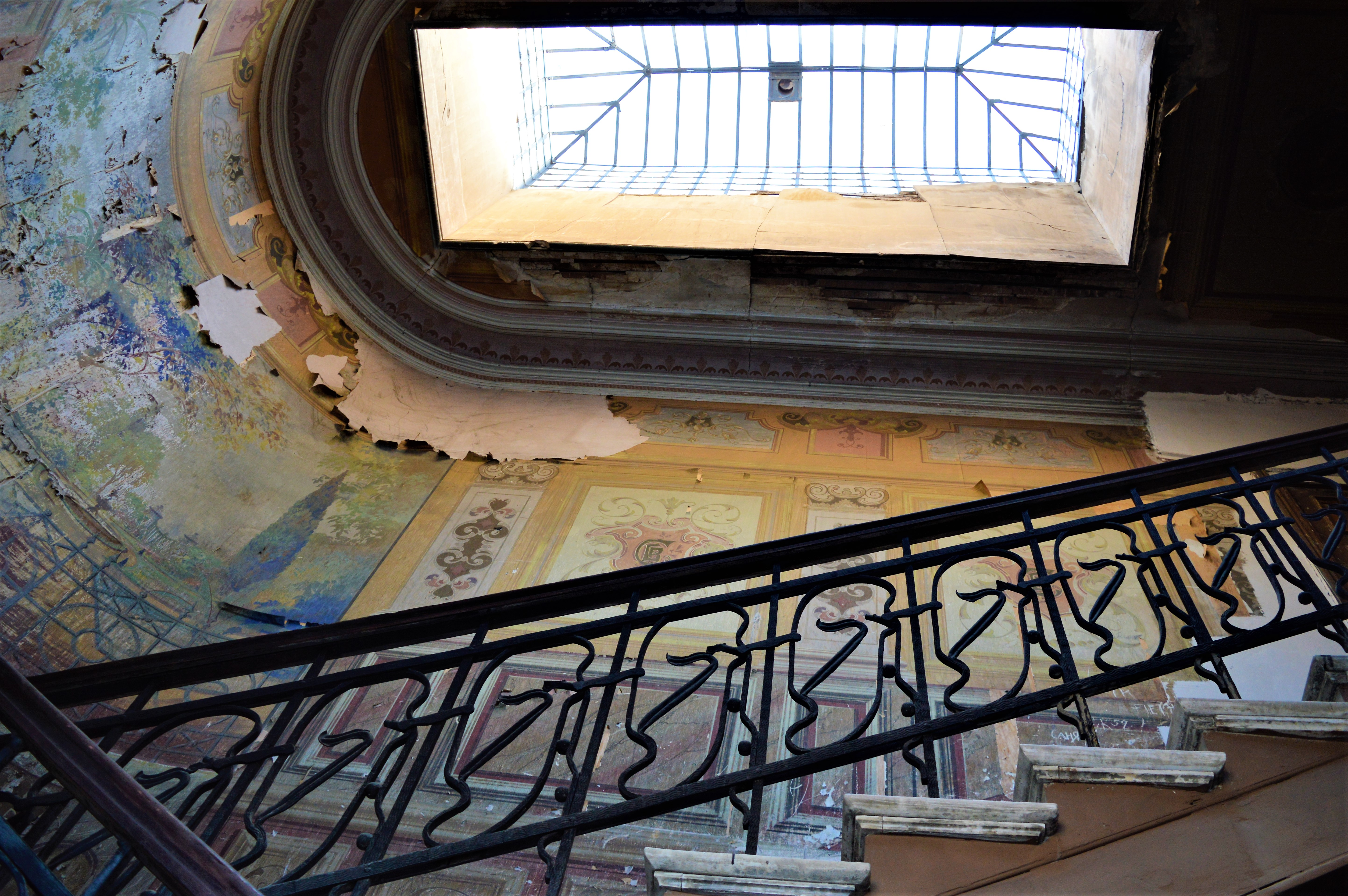
Интерьер дома Сейлановых в Тбилиси

В 1924 году переехал в Армению, где стал одним из самых активных участников застройки Ленинакана, автором проектов крупных промышленных объектов, жилых домов, школ, больниц и административных зданий. В их числе кинотеатр «Октябрь» (1926) — первый в Ленинакане, прядильная фабрика и практически все жилые дома, построенные для Ленинаканского текстильного комбината (1920—1930-е годы).